# In A Violent Nature
In a Violent Nature és una pel·lícula slasher canadenca del 2024 escrita i dirigida per Chris Nash i protagonitzada per Ry Barrett, Andrea Pavlovic i Lauren-Marie Taylor. Descrit com un "slasher ambiental", segueix un assassí mut que ressuscita accidentalment de la seva tomba al desert d'Ontario per un grup d'adolescents, als quals comença a perseguir i assassinar. Els esdeveniments representats s'observen en gran manera des de la perspectiva de l'assassí.
In a Violent Nature es va estrenar a la secció Midnight del Festival de Cinema de Sundance el 22 de gener de 2024 i als cinemes als Estats Units i al Canadà el 31 de maig. Es va emetre en 1.426 cinemes i va suposar l'estrena cinematogràfica més àmplia d'IFC Films, va recaptar 3 milions de dòlars en la seva primera setmana. Ha rebut crítiques generalment positives. Ha estat subtitulada al català.

## Repartiment
- Ry Barrett com a Johnny[2][4]
- Andrea Pavlovic com a Kris
- Cameron Love com a Colt
- Reece Presley com el ranger
- Liam Leone com a Troy
- Charlotte Creaghan com a Aurora
- Lea Rose Sebastianis com a Brodie
- Sam Roulston com a Ehren
- Alexander Oliver com a Evan
- Timothy Paul McCarthy com a Chuck